# Scurrula aphodastrica
Scurrula aphodastrica är en tvåhjärtbladig växtart som beskrevs av B.A. Barlow. Scurrula aphodastrica ingår i släktet Scurrula och familjen Loranthaceae. Inga underarter finns listade i Catalogue of Life.